# 647 (tal)
647 är det naturliga heltal som följer 646 och följs av 648.

## Matematiska egenskaper
- 647 är ett udda tal.
- 647 är ett primtal[1].
- 647 är ett defekt tal.

## Inom vetenskapen
- 647 Adelgunde, en asteroid.